# Roman Pavljučenko
Roman Anatoljevič Pavljučenko (rusko Роман Анатольевич Павлюченко), ruski nogometaš, * 15. december 1981, Mostovskoj, Sovjetska zveza. 
Pavljučenko je nekdanji nogometni napadalec, dolgoletni član Spartaka Moskva in ruske reprezentance